# Refojos de Basto
Refojos de Basto is een plaats (freguesia) in de Portugese gemeente Cabeceiras de Basto en telt 4 445 inwoners (2001).